# هنريكي دي سومر
هنريكي دي سومر (بالبرتغالية: Henrique de Sommer‏) هو شخصية أعمال برتغالي، ولد في 1886، وتوفي في 1944.
لم يكن لديه أبناء، وعُرف تقسيم ميراثه بين أبناء أخيه وابنة أخيه باسم قضية ميراث سومر، وهي أطول دعوى قضائية في تاريخ البرتغال.